# Donji Bogićevci
Donji Bogićevci (1991-ig Donji Bogičevci) falu Horvátországban, Bród-Szávamente megyében. Közigazgatásilag Dragalićhoz tartozik.

## Fekvése
Bródtól légvonalban 59, közúton 67 km-re nyugatra, Pozsegától   légvonalban 34, közúton 42 km-re délnyugatra, községközpontjától 2 km-re délnyugatra Nyugat-Szlavóniában, a Szávamente termékeny síkságán fekszik. Itt halad át a Zágráb-Lipovac autópálya, valamint a Zágráb-Belgrád vasútvonal.

## Története
A középkorban Sztárcsa és Tornova („Ztharcha et Thornowa”) királyi birtokok feküdtek itt, melyek 1328-ban birtokcserével a túrmezei csicsáni birtokért cserébe kerültek a johanniták birtokába. A területtől nyugatra fekvő lesznicai és racessai birtokok már 1312 óta a rend birtokában voltak. Így egy hatalmas területű, egységes birtok jött létre, mely nagy jövedelmet biztosított a rend számára. Sztárcsa és Tornova megszerzése után az utóbbi birtokon a rend elkezdte építeni Szent János várát („castrum sancti Johannis”), melyet már 1361-ben említenek a rend priorjának egyik oklevelében. Amikor 1403-ban az akkori prior Bebek Imre fellázadt a királyi hatalom ellen Zsigmond híve Maróthy János macsói bán erővel foglalta el a várat és elűzte onnan a johannitákat, akik Boszniába menekültek. A várat valószínűleg lerombolták a király hívei, mivel ezután már nem említik. Maradványai ma is megtalálhatók Gornji Bogićevci és Dragalić között. A török 1544-ben foglalta el ezt a területet, mely pusztasággá vált, mivel a keresztény lakosság már ezt megelőzően elmenekült.
Az első megbízható források Bogićevci létezéséről a 17. századból az egyházlátogatások irataiból származnak. Neve is a johanniták egykori várával kapcsolatos. A Száva bal partján lévő közeli Gradiska várát Bádeni Lajos szabadította fel a török uralom alól 1688-ban, de a térség csak 1691-ben szabadult fel végleg a török uralom alól. A kialakult erőviszonyokat az 1699-es karlócai béke szentesítette. A török uralom alól felszabadított szlavóniai települések 1698-as összeírásában az akkor még egységes Bogićevci hajdúfaluként „Bogievczy” néven 38 portával szerepel.  1734-ben az akkor már különálló Donji Bogićevci („Inferiori Bogichevczi”) 29, 1759-ben pedig 30 házzal rendelkezett, melyekben pravoszláv vallású lakosok laktak.
Az első katonai felmérés térképén „Dorf Unter Bogichevczi” néven található. Lipszky János 1808-ban Budán kiadott repertóriumában „Bogichevcze (Dolnye)” néven szerepel.  
Nagy Lajos 1829-ben kiadott művében „Bogichevczi (Dolne)” néven találjuk. 
1857-ben 231, 1910-ben 370 lakosa volt. Az 1910-es népszámlálás szerint lakosságának 81%-a szerb, 8%-a szlovák, 6%-a horvát, 3%-a cseh anyanyelvű volt. Pozsega vármegye Újgradiskai járásának része volt. Az első világháború után 1918-ban az új szerb-horvát-szlovén állam, majd később (1929-ben) Jugoszlávia része lett. 
A település 1991-től a független Horvátországhoz tartozik. 1991-ben lakosságának 73%-a szerb, 8%-a horvát, 5%-a jugoszláv nemzetiségű volt. A délszláv háború során már a háború elején szerb ellenőrzés alá került. 1995. május 1-jén a „Bljesak-95” hadművelet első napján foglalta vissza a horvát hadsereg. A szerb lakosság legnagyobb része elmenekült. 2011-ben a településnek 84 lakosa volt. 

## Lakossága
| Lakosság változása | Lakosság változása | Lakosság változása | Lakosság változása | Lakosság változása | Lakosság változása | Lakosság változása | Lakosság változása | Lakosság változása | Lakosság változása | Lakosság változása | Lakosság változása | Lakosság változása | Lakosság változása | Lakosság változása | Lakosság változása |
| ------------------ | ------------------ | ------------------ | ------------------ | ------------------ | ------------------ | ------------------ | ------------------ | ------------------ | ------------------ | ------------------ | ------------------ | ------------------ | ------------------ | ------------------ | ------------------ |
| 1857               | 1869               | 1880               | 1890               | 1900               | 1910               | 1921               | 1931               | 1948               | 1953               | 1961               | 1971               | 1981               | 1991               | 2001               | 2011               |
| 231                | 239                | 224                | 280                | 295                | 370                | 358                | 423                | 436                | 429                | 447                | 446                | 370                | 327                | 76                 | 84                 |

## Nevezetességei
Szent Haralampia tiszteletére szentelt pravoszláv temploma. A helyén eredetileg egy Urunk mennybemenetele tiszteletére szentelt fatemplom állt, melyet később Szent Haralampia tiszteletére szenteltek fel. A mai falazott templom csak az 1930-as években épült. Szerencsésen átvészelte a második világháborút, de a délszláv háborúban súlyosan megrongálták. Ma is ebben a megrongált állapotában, elhagyatottan áll.